# Frederic Eugene Ives
Frederic Eugene Ives (* 17. Februar 1856 in Litchfield (Connecticut); † 27. Mai 1937 in Philadelphia) war ein US-amerikanischer Fotograf und Erfinder.

## Leben und Werk
Ives begann als Druckerlehrling beim Litchfield Enquirer und begann sich dort für Fotografie zu interessieren. Im Alter von 18 Jahren wurde er dann beim fotografischen Laboratorium der Cornell University angestellt. Er beschäftigte sich zuerst mit der Entwicklung eines additiven Farbkopierverfahrens – der Herstellung von Farbabzügen, mittels Kombination von roten, grünen und blauen Teilbildern. Später konzentrierte er sich auf die Konstruktion von eigenen Aufnahme- und Betrachtungsgeräten. Sein seit 1890 entwickeltes und 1895 auf den Markt gebrachtes „Photochromoscope“-System bestand aus Kamera und Projektor und war die erste kommerzielle Anwendung des additiven Verfahrens.
Auf Ives gehen insgesamt 70 Patente zurück, darunter die Halbton-Photogravur. 1921 wurde er in die American Academy of Arts and Sciences und 1922 in die American Philosophical Society gewählt.

## Veröffentlichungen
- The optics of trichromatic photography, Photographic Journal 40 (1900) 99-121